# شهرستان طبس
شهرستان طبس یکی از شهرستان‌های استان خراسان جنوبی و پهناورترین شهرستان کشور (با ۴۴٬۱۴۸ کیلومتر مربع مساحت) در مرکز ایران است.

## جمعیت
جمعیت شهرستان طبس در سال ۱۳۹۵ با احتساب بخش جدا شده عشق‌آباد، برابر با ۷۶٬۳۵۲ نفر بوده است.

## موقعیت جغرافیایی
این شهرستان، از شرق با شهرستان‌های بشرویه، فردوس، سرایان و خوسف، از شمال با شهرستان عشق‌آباد و شهرستان شاهرود در استان سمنان، از غرب با شهرستان خور و بیابانک در استان اصفهان و شهرستان‌های اردکان و بهاباد در استان یزد و از جنوب با شهرستان‌های راور و کرمان در استان کرمان همسایه است.

## تاریخچه شهرستان
شهرستان طبس تا تیرماه سال ۱۳۳۹، یکی از بخش‌های سه‌گانهٔ شهرستان فردوس بود که در این سال جدا شده و به‌صورت شهرستان درآمد.
در سال ۱۳۸۰، در زمانی که تقسیم استان خراسان به‌طور جدی مطرح بود، به دلیل اینکه فرمانداری و مردم طبس قصد زیر مدیریت استانی به مرکزیت بیرجند را نداشتند، این شهرستان ترجیح داد استان خراسان را ترک کرده و به استان یزد ملحق شود. مسائل مابین طبس و استان جدید خراسان جنوبی حدود یازده سال ادامه داشت تا که بالاخره در سال ۱۳۹۱، با ارتقاء فرمانداری طبس به فرمانداری ویژه، این شهرستان به استان خراسان جنوبی ملحق شد.
- بخش دستگردان با ارتقا به شهرستان عشق‌آباد در تاریخ ۱۶ خرداد ۱۴۰۳ از شهرستان طبس جدا شد و مستقل گردید.[۹]

## آب و هوا و سوغات
وضعیت آب و هوایی شهرستان طبس
شهرستان طبس از مناطق گرم وخشک است که تابستان‌های آن بسیار گرم و دارای زمستان‌های نسبتاً سرد می‌باشد به‌گونه‌ای که در بررسی آمار بلند مدت موجود برای این شهر درجه حرارت حداکثری مطلق معادل ۱۵+ درجه و حداقل مطلق ۹- درجهٔ سانتی‌گراد ثبت گردیده است که با مقایسهٔ ارقام مربوط به درجهٔ حرارت‌های ماه‌های گرم و سرد سال اختلاف دمای این ماه‌ها به بیش از ۵۰ درجهٔ سانتی‌گراد می‌رسد؛ هم‌چنین ماندگاری گرما در فصل گرما در این شهر به‌گونه‌ای است که گاهی در اوج گرما برای روزهای متوالی بیش از ۱۲ ساعت در شبانه‌روز درجهٔ حرارت هوا بالای ۴۰ درجهٔ سانتی‌گراد می‌باشد.
ریزش نزولات جوی در این شهر بسیار کم و بیشتر ماه‌های سال خشک و بدون باران است؛ به‌گونه‌ای که متوسط بارندگی سالیانهٔ آن چیزی حدود ۸۰ میلی‌متر بوده که این مقدار نیز دارای پراکندگی وسیع در زمان بارش می‌باشد به‌طوری‌که گاه ممکن است مقدار بارندگی یک سال معادل یا کمتر از باران نازل شده در طول یک ماه سال دیگر باشد.
تبخیر یکی از عوامل مهم در مناطق خشک می‌باشد که به‌علت خشکی و گرمی هوا و آفتاب سوزان، وزش باد و دیگر عوامل مؤثر در این منطقه میزان تبخیر و تعرق سالیانه از مجموع آب حاصله از بارندگی بسیار بیشتر است که بیشترین مقدار تبخیر در تابستان و در گرمترین ماه‌ها صورت می‌گیرد چون علاوه بر بالا بودن دما و شدت تشعشع خورشید وزش باد در تابستان‌های این منطقه مزید بر علت گشته و در بالا بودن میزان تبخیر کمک می‌کند.
سوغات شهرستان
شیرینی‌های طبس مانند: روورکرده، قطاب، باقلوا، نان چایی، نان نخود و مرباهای بهار نارنج، پوست پرتغال، بالنگ، پوست پسته، نارنجوک و عصارهٔ علف هیزه، عصارهٔ آویش، عصارهٔ کلپوره، عرقیات گیاهان کوهی و محلی و سبزیجات معطر از سوغات طبس می‌باشد.
سینی‌های مسی که عمدتاً با طرح نخل و پلیکان و طرح‌های ظریف و مینیاتوری است ،گلیم و فرش طبس در طرح‌های لچک، ترنج، جوشقان، محرابی، دسته گلی، گنبدی، کف ساده، قاب قابی، درختی، افشان و خشتی بافته می‌شود و بافته‌های حصیری از برگ‌های نخل؛ از دیگر صنایع دستی و سوغات طبس محسوب می‌شود.
سایر سوغات شهرستان عبارتند از (صیفی جات، پسته، گل نرگس، انواع گیاهان داروئی، شیره با ارزش آنغوزه، نارنج، لیمو شیرین، پرتقال، نارنگی) خرما، خرمالو با عطر و طعم خاص و منحصر بفرد، پسته، بهار نارنج، زعفران، زیره سیاه، عسل خاص وطبیعی طبس، خاکشیر، انواع مربا: (مربای بهار نارنج، مربای نارنجوک (نارنج نارس و کوچک)، مربای بالنگ، مربای پوست پسته، مربای خرما و انجیر، مربای گوجه فرنگی، نان: نون قرص (نان دایره‌ای شکل و خاص شهرستان)، تفتون (نان فانتزی محلی).

## جاذبه‌های گردشگری
جاذبه‌های گردشگری
بارگاه امام زاده حسین بن موسی الکاظم (ع)، امام زاده علی، امام زاده حسین، امام زاده زرگ، امام زاده فشاء، طاق شاه عباس که قدمت آن به ۷۰۰ سال است و از دوران صفویه می‌باشد، باغ گلشن، مزارشیخ ابونصر ایراوه ای (پیرحاجات)، روستای ییلاقی ازمیغان روستای ییلاقی خرو، سد وزنی قوسی کریت با قدمت حدود هزارسال و ۶۰ متر ارتفاع، طاق مشهور به شاه عباس، سد کریت، باغ گلشن، قلعه فدائیان حسن صباح، قلعهٔ نایبند، طاق شاه عباس، روستای تاریخی اسفندیار، آبگرم روستای دیگ رستم، روستای سرند وماودر، خانهٔ گبر، قلعهٔ شاهزاده، قلعهٔ غنی‌آباد، قلعهٔ هودر، قلعهٔ بم، قلعهٔ یوسف‌آباد، قلعهٔ دختر، قلعهٔ کلشانه، قلعهٔ حسن‌آباد شجاع، قلعهٔ پیرحاجات، قلعهٔ جوخواه، قلعهٔ پیستان، قلعهٔ پرورده، ارگ طبس، قلعهٔ کهنه فهالنج، حسینیهٔ یوسف‌آباد، مسجد دستگردان، مزارخسروآباد و دره کال جنی و … مجموعاً بالغ بر ۱۵۵ اثر تاریخی می‌شود.

## کشاورزی شهرستان
کشاورزی شهرستان
براساس سرشماری نفوس ومسکن سال ۱۳۸۵ ه‍.ش تعداد افراد شاغل در بخش کشاورزی شهرستان ۴٬۷۰۴ نفر (بخش مرکزی ۲٬۹۲۴ نفر، بخش دستگردان ۷۶۹ نفر و بخش دیهوک ۱٬۰۱۱ نفر) می‌باشد که ۱/۲۱ درصد کل جمعیت شاغل شهرستان را شامل می‌شود و براساس سرشماری کشاورزی سال ۱۳۸۲ تعداد کل بهره‌برداران بخش کشاورزی شهرستان ۶٬۵۹۸ می‌باشد. قرار گرفتن این شهرستان بر سر راه استان‌های کرمان، اصفهان، خراسان جنوبی، خراسان رضوی و وجود سدهای نهرین، کریت، درهٔ بید و امکانات ترابری، ریلی، هوایی و جاده‌ای می‌تواند به یکی از قطب‌های بزرگ اقتصادی و سرمایه‌گذاری در استان مبدل گردد. وسعت زیاد و وجود مناطق مختلف آب و هوایی (تنوع اقلیم) باعث شده تا ۳۴ نوع محصول زراعی و ۲۳ نوع محصول باغی که شامل محصولات سردسیری، معتدله و گرمسیری و همچنین پر آبخواه (برنج) می‌باشد در این شهرستان به عمل آید. سطح زیرکشت محصولات زراعی و باغی شهرستان ۱۲٬۱۵۲ هکتار می‌باشد. منابع تأمین آب کشاورزی شهرستان شامل ۲۱۳ رشته قنات، ۲۰۵ حلقه چاه، ۶۳ دهانهٔ چشمه و ۴ رودخانهٔ دائمی می‌باشد. مهم‌ترین محصولات زراعی و باغی این شهرستان عبارتند از: غلات (گندم، جو، ارزن، برنج)سبزیجات، جالیز، سیر، خرما، پسته، زعفران و مرکبات. مدیریت جهاد کشاورزی شهرستان طبس دارای ۲ مرکز ترویج و خدمات جهاد کشاورزی در بخش‌های دستگردان و دیهوک و ۵ شرکت تعاونی تولید روستایی در سطح ۵ دهستان شهرستان به کشاورزان و دامداران خدمات خود را ارائه می‌نماید.

## فرهنگ و هنر
فرهنگ و هنر
مردم طبس از ایرانیان قدیم و از نژاد آریایی می‌باشند، اگرچه این شهر به‌عنوان دروازهٔ خراسان برای عرب‌ها همیشه مورد توجه و علاقهٔ این مهاجرین بوده است؛ اما هنوز بسیاری از خصوصیات اخلاقی و عادات ایرانیان قدیم را در میان مردم طبس مشاهده می‌کنیم و در واقع آن‌ها فرهنگ و آداب‌ورسوم اقوام مهاجم را به گونه‌ای لطیف بافرهنگ باستانی و اجدادی خود درهم‌آمیخته و تلفیقی موزون و خوش‌آهنگ ایجاد کرده‌اند.
از نظر مذهب، اهالی شهرستان مسلمان و ۹۹٫۷ درصد آن‌ها شیعهٔ دوازده‌امامی هستند.
دیدوبازدیدهای دسته‌جمعی نوروزی و سایر اعیاد از بزرگ‌ترهای فامیل و قبیله و سوگواری‌های محرم‌الحرام و مراسم نخل‌برداری امام حسین و اصغر صغیر و سایر مراسم عزاداری به شیوه‌های خاص، شبیه‌خوانی و نمایش‌های خیابانی مذهبی، نذری‌های متعدد در اعیاد و روزهای خاص و وفات بزرگان دین، برگزاری جلسات متعدد ختم قرآن به‌صورت جمعی در ماه مبارک رمضان به‌صورت ویژه در حسینیه‌ها، تکایا و مساجد و در سایر ماه‌های سال به‌طور عام، برگزاری راهپیمایی و برنامه‌های خاص همه‌ساله در صحرای طبس محل سقوط هواپیماهای جاسوسی آمریکا در ۵ اردیبهشت ۵۷ با مدد اعجاز پروردگار (طوفان شن)، برگزاری همایش‌های مختلف کویر نوردی بین‌المللی و داخلی که همه‌ساله در حال انجام است، برگزاری مراسم ازدواج با شیوه‌های خاص و آداب سنتی ازجمله پاگشا و پاتختی و جشن‌هایی از آن قبیل و رفتن درشب جمعه بر سر مزار متوفیان و شهدا ازجمله رسومات رایج شهرستان طبس بوده و هست.
در شهرستان طبس تعداد چهار کانون آگهی و تبلیغاتی و تعداد هفت چایخانه با کاربری دیجیتال وافی است مشغول به فعالیت هستند.
انتشارات فراونگ طبس تنها انتشارات شهرستان و در عین حال فعال می‌باشد که تاکنون ۹ عنوان کتاب به چاپ رسانیده است.
نشریهٔ افق طبس به‌صورت ماهنامه و منظم چاپ می‌شود و این شهرستان افزون‌بر نشریهٔ مکتوب افق دارای سه نشریهٔ الکترونیکی و پایگاه خبری به نام‌های طبس، هودر و گلشن طبس می‌باشد. در شهرستان طبس تعداد چهار مؤسسهٔ فرهنگی و هنری اعم از تک‌منظوره و چندمنظوره در زمینه‌های فرهنگی هنری، همایش‌ها و انجمن‌های شعر و ادب فعالیت دارند. دکهٔ مطبوعاتی قاصدک در طبس تنها مرکز فعال در توزیع نشریات و روزنامه‌های محلی و سراسری است. تعداد ۲۵ خبرنگار در شهرستان طبس، رویکردها، فعالیت‌ها و اخبار شهرستان را در کوتاه‌ترین زمان اطلاع‌رسانی و منعکس می‌نمایند. طبس دارای نمایندگی دبیرخانهٔ کانون‌های فرهنگی و هنری مساجد خراسان جنوبی در شهرستان است و تعداد ۴۹ کانون فرهنگی و هنری در طبس فعالیت دارند. تعداد چهار مؤسسهٔ فرهنگی قرآن و عترت و سه کتاب‌فروشی در شهرستان طبس نیز فعالیت دارند. شهرستان طبس دارای انجمن نمایش و شرکت سینمایی توران فیلم بوده و سه آموزشگاه آزاد هنری و یک خانهٔ فرهنگ دیجیتال و دو مرکز بازی‌های رایانه‌ای در این شهرستان فعالیت می‌کنند. از نظر فضای فرهنگی هنری، این شهرستان با توجه به وسعت و جمعیت نیازمند توجه و توسعهٔ بیشتری می‌باشد؛ به‌طوری‌که طبس از معدود شهرستان‌هایی است که فاقد مجتمع فرهنگی و هنری می‌باشد. در این شهرستان با پیگیری‌های صورت گرفته از سوی وزارت فرهنگ و ارشاد اسلامی سینمای دیجیتال در محل سالن آمفی‌تئاتر اداره فرهنگ و ارشاد اسلامی راه‌اندازی شده و اکران فیلم از ۴ شهریورماه ۹۴ آغاز گردیده است.

## تقسیمات کشوری
- بخش مرکزی شهرستان طبس
  - دهستان پیرحاجات
  - دهستان گلشن
  - دهستان منتظریه
  - دهستان نخلستان

شهر: طبس
- بخش دیهوک
  - دهستان دیهوک
  - دهستان کویر

شهر: دیهوک

## پوشش گیاهی
بیش از ۶۰ درصد مساحت شهرستان طبس، یعنی محدوده‌ای به وسعت ۳ میلیون و ۴۰۰ هزار هکتار را بیابان‌ها تشکیل می‌دهند. ۱۰ درصد بیابان‌های کشور در این شهرستان واقع شده‌اند.